# Haminoea solitaria
Haminoea solitaria is een slakkensoort uit de familie van de Haminoeidae. De wetenschappelijke naam van de soort is voor het eerst geldig gepubliceerd in 1822 door Say.